# Claude Revel
Pour les articles homonymes, voir Revel.
 (juin 2025).
Si vous disposez d'ouvrages ou d'articles de référence ou si vous connaissez des sites web de qualité traitant du thème abordé ici, merci de compléter l'article en donnant les références utiles à sa vérifiabilité et en les liant à la section « Notes et références ».
 (juin 2025).
Claude Revel, née le 7 janvier 1955 à Conakry, est une ancienne élève de l'École nationale d'administration (promotion 1980), diplômée de l'Institut d'études politiques de Paris et de droit des affaires (universités de Nice puis Paris II). Elle a exercé des activités publiques et privées, créant notamment une première société et la gérant de 2003 à 2013, toujours avec un prisme international et d’intelligence économique. Déléguée interministérielle à l’intelligence économique de juin 2013 à juin 2015, puis conseillère maître en service extraordinaire à la Cour des comptes de juin 2015 à novembre 2019, elle a créé une deuxième société en décembre 2019 et exerce depuis janvier 2020 plusieurs mandats et missions.

## Carrière
Après des débuts dans l'administration française (Équipement, Commerce extérieur, Affaires étrangères), elle est pionnière dans la mise en œuvre de l'intelligence économique en France en créant en 1989 une cellule mutualisée de veille puis d'intelligence économique, l'OBSIC, entre les entreprises majors de la construction française et sous l'autorité directe d'un président d'une de ces grandes entreprises[réf. nécessaire]. Devenue également Directrice générale du SEFI, Claude Revel a ainsi travaillé avec Jean-Claude Jammes (PDG de SAE), Alain Dupont (PDG de Colas), André Jarrosson (PDG de GTM) et Jean Monville (PDG de SPIE). Elle a enfin de 2000 à 2003 exercé concomitamment la direction de la CICA, Confederation of International Contractors'Associations sous l'autorité de présidents allemand (Dr Thomas Rogge) et indien (Dr Subba Rao). Durant ces périodes, elle a travaillé quotidiennement et sur le terrain de la régulation et de la négociation, avec les « parties prenantes » de la mondialisation, organisations internationales, grandes entreprises, ONG, think tanks… en Europe et dans le monde[réf. nécessaire].
Fin 2003, elle crée son propre cabinet IrisAction spécialisé dans l'intelligence internationale professionnelle pour les acteurs économiques, l'anticipation, l'influence normative, la diplomatie économique. [réf. nécessaire]
En septembre 2008, elle devient parallèlement professeure affiliée à SKEMA Business School, responsable du mastère spécialisé Intelligence économique. Fin 2011, elle crée le Centre Global Intelligence & Influence (GIISK) de SKEMA Business School[réf. nécessaire].
De juin 2012 à juin 2013, elle est également administrateur indépendant de la société Clasquin (cotée sur Alternext et spécialisée en logistique internationale)[réf. nécessaire].
En septembre 2012, Nicole Bricq, ministre du Commerce extérieur, lui confie une mission de réflexion et de propositions sur le « développement de la présence internationale et [le] positionnement de la France en matière de normes ». Le rapport, intitulé « Développer une influence normative internationale stratégique pour la France » est remis officiellement au ministre en janvier 2013.
Le 29 mai 2013, elle est nommée Déléguée interministérielle à l'intelligence économique (D2IE) en Conseil des ministres et succède ainsi à Olivier Buquen. Claude Revel quitte toutes ses activités et mandats privés en juin 2013. Ce poste est alors rattaché directement au Premier ministre et sa faculté de mobilisation interministérielle est accrue par le décret du 22 août 2013. Sa mission consiste à  informer et anticiper pour le compte de l’État, à préserver le patrimoine matériel et immatériel, influencer les instances internationales et à sensibiliser le monde académique à ces thématiques.
Dans une interview du 16 juin 2016, elle dit avoir été « éjectée » de ce poste le 25 juin 2015 car elle marchait trop sur les plates-bandes de Bercy.
Par décret en date 25 juin 2015, elle est alors nommée conseillère maître en service extraordinaire à la Cour des comptes et quitte son poste de Déléguée interministérielle.
À la Cour des comptes elle est rapporteur et contre-rapporteur sur de nombreux sujets, à la Troisième chambre. Elle est également chargée, avec un autre Conseiller maître, d'une mission de création et d'animation d'une communauté numérique à la Cour par le Premier président.
Claude Revel quitte la Cour des comptes le 29 novembre 2019.
En décembre 2019, elle crée une SASU, Information & Strategies sise à Paris. Elle est depuis le 1er janvier 2020 présidente du groupement d’intérêt économique France Sport Expertise et directrice du développement du think Tank SKEMA PUBLIKA, adossé à SKEMA Business School, qui est lancé le 24 février 2022[réf. nécessaire]. Claude Revel est également administratrice indépendante de la société CLASQUIN (Lyon).
À côté de ses activités professionnelles, Claude Revel a été conseillère du commerce extérieur de la France (CCE, mandat public bénévole attribué à des experts du secteur privé) de 1996 à 2013, membre du Conseil d'administration des CCE et, notamment, vice-présidente dans ce cadre de la Commission Droit et influence internationale de la France, administrateur de la Revue défense nationale, membre de la Fondation pour le Droit continental, du Business Industry Advisory Committee (BIAC) auprès de l'OCDE, Groupe de travail de l'Institut XERFI, des anciens IHEDN Intelligence Economique, de l'Institut Français des Administrateurs. Elle a également été chargée d'enseignement à Sciences Po Paris (PSIA) de 2014 à 2017 (cours semestriel en anglais sur "Global Economic Intelligence")[réf. nécessaire].
Elle est aujourd'hui membre de l'Observatoire de l'Intelligence économique française, du Cercle Turgot, du Cercle de la réforme de l'Etat, du Cercle K2, du think tank GeoPragma, du CF2R, de l'Institut de l'Iconomie, de La France et le Monde en commun.[réf. nécessaire]

## Activités
Elle intervient depuis plusieurs années dans des conférences et colloques, écrit de nombreux articles et écrit ou participe à des ouvrages sur les relations internationales, les stratégies d'influence, les nouvelles règles de la mondialisation, l'intelligence économique, les défis du numérique.
Claude Revel est notamment l'auteur de L'autre guerre des États-Unis avec Éric Denécé en 2005, ouvrage dans lequel ils décrivent l'Advocacy policy, que développent les États-Unis depuis la fin de la guerre froide, et l'émergence d'un monde multipolaire, en appliquant les principes de la guerre en réseau à l'économie (Network Centric Warfare).
Fin juin 2006, Claude Revel publie La gouvernance mondiale a commencé : Acteurs, enjeux, influences… Et demain ?, chez Ellipses, où elle évoque les nouvelles règles du jeu internationales pour les entreprises, les États, les organisations internationales, les ONG, et la place de certains pays, dont la France, dans ces jeux d'influences. La même année, elle participe au livre collectif de l'Institut national des hautes études de sécurité (INHES) Intelligence économique et gouvernance compétitive (La Documentation française, juin 2006).
En novembre 2007, elle publie Nous et le reste du monde : Les vrais atouts de la France dans la mondialisation, (éditions saint-Simon), où elle expose les efforts et mesures à prendre par les élites françaises elles-mêmes pour s'adapter au monde et propose une nouvelle approche interne et externe dans la relation de la France avec le monde. Cet ouvrage a reçu une mention d'honneur du Prix Turgot d'économie financière 2008.
En mars 2010 et en mai 2012, elle participe aux ouvrages collectifs La Chinamérique : Un couple contre nature ? (Cercle Turgot chez Eyrolles) et Les diplomates d'entreprise (Choiseul éditions).
Elle publie le 5 juin 2012 un nouvel essai intitulé La France : Un pays sous influences ?.chez Vuibert, où elle expose les principes de l'influence en tant que stratégie de relations internationales et aborde le cas de nombreux pays dont la France.
Elle participe au livre collectif du Cercle Turgot Grandeur et misère de la finance moderne, sous la direction de Jean-Louis Chambon et Jean-Jacques Pluchart, janvier 2013, Eyrolles, dans lequel elle écrit le chapitre : La finance sous influence.
En 2017, elle dirige pour le cercle Turgot un ouvrage collectif "Intérêt général et marché: la nouvelle donne", de quinze auteurs, parmi lesquels Jean-Louis Chambon, Nicolas Bouzou, Pierre Sabatier, Christian Saint-Étienne, François Meunier, Jean-Philippe Delsol, Jean-Baptiste Soufron..., livre dans lequel elle écrit elle-même le chapitre final "Pour un aggiornamento de l'intérêt général", publié chez Eyrolles. La même année, elle co-signe dans Le Figaro une tribune intitulée « Europe : la supranationalité a échoué, faisons confiance aux nations ».
Elle parle anglais et russe[réf. nécessaire].

## Ouvrages
- Jean-Marie Aoust, Gilbert Canaméras, Xavier Guilhou et Claude Revel, Quand ONG & PDG osent, Paris, Eyrolles, 2004, 128 p. (ISBN 2-7081-3137-0)
- Éric Denécé et Claude Revel, L'autre guerre des États-Unis : Économie : les secrets d'une machine de conquête, Paris, Éditions Robert Laffont, 2005, 298 p. (ISBN 2-221-10368-8)
- Claude Revel, La gouvernance mondiale a commencé : Acteurs, enjeux, influences… Et demain ?, ellipses, 2006, 192 p. (ISBN 2-7298-2847-8)
- Claude Revel, Nous et le reste du monde : Les vrais atouts de la France dans la mondialisation, Éditions Saint-Simon, 2008, 250 p. (ISBN 978-2-915134-31-5 et 2-915134-31-6)
- Le Cercle Turgot, La Chinamérique : Un couple contre nature ?, Eyrolles - Éditions d'Organisation, 2010, 282 p. (ISBN 978-2-212-54597-5 et 2-212-54597-5)
- Institut Choiseul, Les diplomates d'entreprise, Choiseul éditions
- Claude Revel, La France : Un pays sous influences ?, Vuibert, 2012, 272 p. (ISBN 978-2-311-00632-2 et 2-311-00632-0)
- Grandeur et misère de la finance moderne, Cercle Turgot, Eyrolles, 2013
- ouvrage collectif: Claude Revel, Nicolas Bouzou, Jean-Louis Chambon, Pierre Sabatier, Intérêt général et marché : la nouvelle donne, Paris, Eyrolles, mars 2017, 230 p. (ISBN 978-2-212-56651-2, lire en ligne)

## Prix et distinction
- 1999 :  Chevalier de l'ordre national du Mérite
- 2004 :  Chevalier de la Légion d'honneur
- 2014 :  Officier de la Légion d'honneur[10]
- 2023 :  Commandeur de l'ordre national du Mérite (décret 2 juin 2023, JO 3 juin 2023)[11]